# Burkhard Bierschenck

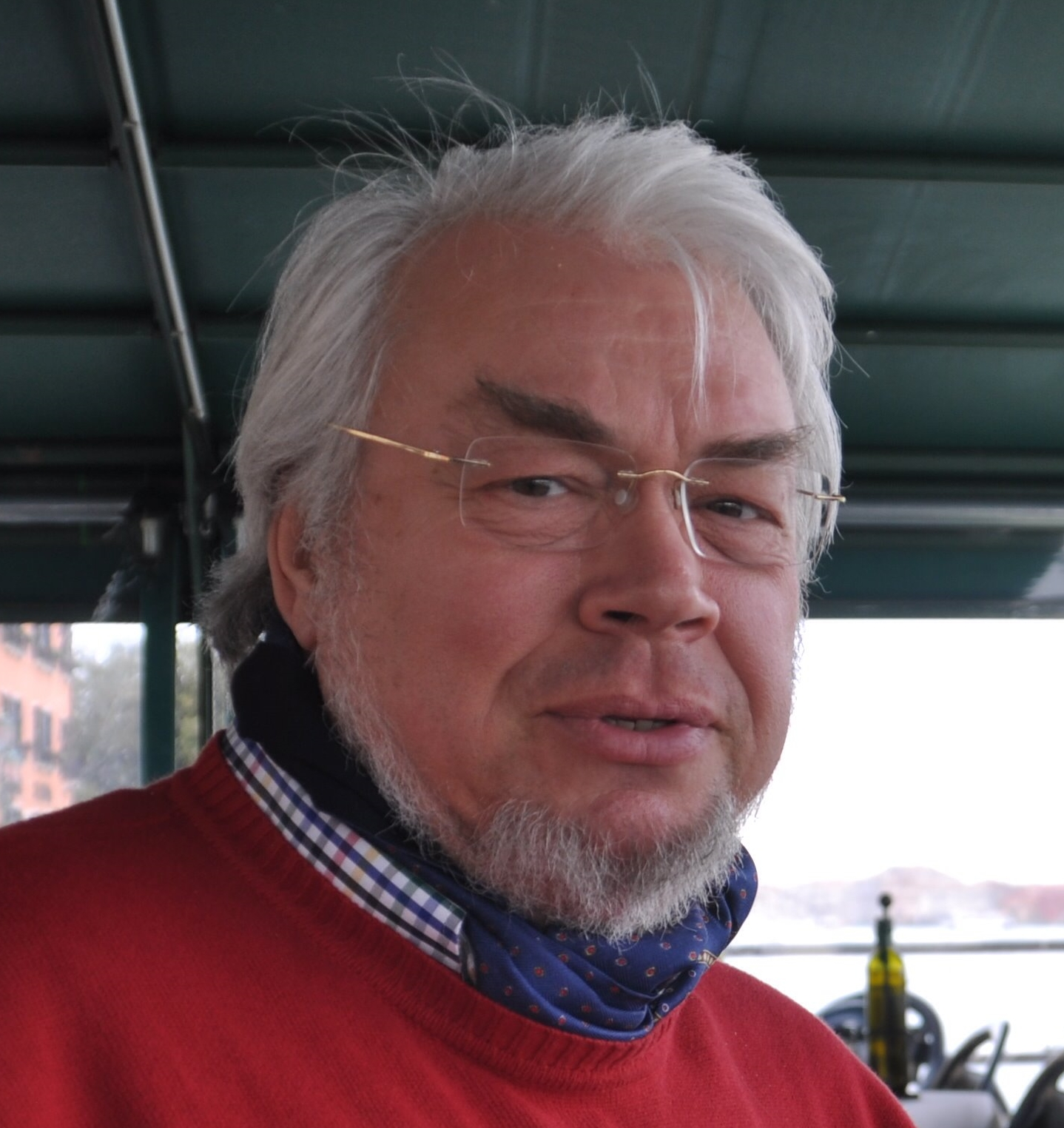
Burkhard Peter Bierschenck

Burkhard Peter Bierschenck (* 30. März 1950 in Bocholt) ist ein deutscher Verleger, Journalist und Autor.

## Leben
Bierschenck studierte Geschichte und Literaturgeschichte an der LMU-München und ist Abgänger der Deutschen Journalistenschule. Er war seitdem Chefredakteur, Verlagsleiter und Geschäftsführer bei verschiedenen deutschen und internationalen Verlagen. Er ist selbständig und übernahm als Verleger den Verlag Neuer Merkur in München, der seit 1952 Fachzeitschriften und Fachbücher herausgibt. Später eröffnete er den spanischen Tochterverlag EEE in Barcelona. 2002 folgte der Bookspot-Verlag, in welchem vorwiegend Bücher aus verschiedenen Genres verlegt werden. Er ist Geschäftsführer des Sachbuch-Verlages BC-Publications.
Bierschenck veröffentlichte als Autor zahlreiche Bücher, die zum Teil auch in anderen Sprachen erschienen sind. Er war von Juli 2017 bis Mai 2018 Sekretär des PEN-Zentrum deutschsprachiger Autoren im Ausland, ist Mitglied der Krimiautorenvereinigung Syndikat, Mitglied im Exil-P.E.N. deutschsprachiger Länder, bei „HOMER – Historische Literatur“ sowie der französischen „Union des poètes & Cie“. Von März 2019 bis April 2021 war er Vorsitzender von „Homer e.V. - Historische Literatur“, der Vereinigung historischer Schriftsteller.
Er lebt in München und in der Bretagne.

## Werke
Burkhard P. Bierschenck
- Das Hochzeitsbuch. Heyne, München 1984, ISBN 3-453-41596-5.
- Rund ums Wohnmobil. Lübbe, Bergisch Gladbach 1986, ISBN 3-404-66103-6.
- Die Halbzeit der Ewigkeit – Gedichte aus 33 Jahren. Bookspot Verlag, München, ISBN 3-9808109-6-8.
- 50 Gedichte. Verlag Neuer Merkur, München, 2000, ISBN 978-3-929360-50-9.
- Das Vidjaja Komplott. Bookspot Verlag, München, 2005, ISBN 3-937357-00-9.
- Wenige sind mir mehr. Gedichte. Bookspot Verlag, München, 2015, ISBN 978-3-937357-15-7.
- Grauzonen – Gedichte. BC Publications, 2017, ISBN 978-3-941717-26-8.
- Niemand entflieht der Geschichte. Essays. BC Publications, 2018, ISBN 978-3-941717-28-2.
- BPB. Kunst. Artbox.Groups, Zug 2021, ISBN 978-3-03899-878-5.
- Grey Zones: Poems. English, Magical Media Publishing, Planegg 2022, ISBN 978-3-943998-06-1.
- Zones d'Ombre: Poèmes. Français, Magical Media Publishing, Planegg 2022, ISBN 978-3-943998-04-7.

Burkhard Schenck
- Im Kreis der blinden Pilze – Erzählungen und andere Texte. Relief Verlag, München 1976.
- Kranke Götter – Lyrik. Edition Calamus, Aying 1979.

Peter Hardcastle
- Fitzmorton und der lächelnde Tote. Kriminalroman. Bookspot Verlag, München 2002, ISBN 3-9808109-0-9.
- Fitzmorton und der sprechende Tote. Kriminalroman. Bookspot Verlag, München 2005, ISBN 3-937357-08-4.
- Fitzmorton und der reisende Tote. Kriminalroman. Bookspot Verlag, München 2007, ISBN 978-3-937357-14-0.
- Brennen Sollst Du. Erzählungen. Bookspot Verlag, München 2008, ISBN 978-3-937357-32-4.
- Mit Blut bezahlt...und andere Kriminalfälle.  Short Stories. Edition Cabellou, München 2012.
- Her cold eyes: The adolescent vampire's songbook. Poetry, English, München 2013, ISBN 978-1-4923-1075-4.
- Maison Aglaia: Ein Sommer in der Provence. Novelle, München 2013, ISBN 978-1-4922-5287-0.

Peter B. Hardcastle
- Fitzmorton and the smiling victim: THE FITZMORTON FILES. Crime Novel, English, Magical Media Publishing, Planegg 2022, ISBN 978-3-943998-08-5.
- Fitzmorton e il morto sorridente: I CASI DI FITZMORTON. Romanzo criminale, Italiano, Magical Media Publishing, Planegg 2022, ISBN 978-3-943998-11-5.
- Thy Pale Hours: Short Stories. English, Magical Media Publishing, Planegg 2022, ISBN 978-3-943998-14-6.
- Fitzmorton et le mort qui sourit: LES DOSSIERS FITZMORTON. Polar, Français, Magical Media Publishing, Planegg 2022, ISBN 978-3-943998-16-0.

Peter Erfurt
- Admiral Moses – Die Abenteuer des Piraten Oxbrow Band 1. Pawlak Verlag, Berlin 1984, ISBN 3-8224-0538-8.
- Ein neues Leben – Die Abenteuer des Piraten Oxbrow Band 2. Pawlak Verlag, Berlin 1984, ISBN 3-8224-0539-6.
- Robinson Oxbrow – Die Abenteuer des Piraten Oxbrow Band 3. Pawlak Verlag, Berlin 1984, ISBN 3-8224-0540-X.
- Der Reiter des Königs. Roman. Buntstein Verlag, München 2014, ISBN 978-3-95669-023-5.
- Die Rose von Nuristan. Roman. Buntstein Verlag, München 2015, ISBN 978-3-95669-024-2.

Peter Horst
- Die eiskalte Karriere-Methode: Cleverness - Charme - Chuzpe . BC Ratgeber; Planegg 2018, ISBN 978-3-941717-37-4.
- The ice cold career method: The CCC method: Cleverness - Charm - Chutzpah. BC Publications International, Planegg 2022, ISBN 978-3-941717-60-2.
- La stratégie de la carrière glaciale: Cleverness - Charme - Chutzpah "La méthode CCC". BC Publications International, Planegg 2022, ISBN 978-3-941717-62-6.

Dana Lione
- Blutige Laken. Roman, Independent; München 2012, ISBN 978-1-4781-4489-2.
- Fogli insanguinati: Romanzo criminale.  Magical Media Publishing, Planegg 2022, ISBN 978-3-943998-17-7

Sher Wachtang
- Chulup Khan. English Short Stories, E-Book, Magical Media Publishing; Munich 2024, ISBN 978-3-943998-18-4
- Chulup Khan. English Short Stories, Pocketbook, Magical Media Publishing; Munich 2024, ISBN 978-3-943998-19-1

Herausgeber
- Auch PC-Freaks sind nur Menschen. Pabel-Moewig Verlag, 1988, ISBN 978-3-8118-4896-2.
- Dr. med. Neander – praktischer Höhlenarzt. Reed Elsevier Deutschland, München 1995, ISBN 978-3-8040-0401-6.
- Gauguin: Von Pont Aven nach Tahiti. ArtEdition, München 2016, ISBN 978-3-937357-97-3.
- Sternenfeuer: Science-Fiction-Stories. DrachenStern Verlag, München 2016, ISBN 978-3-95669-062-4.
- Schattenflammen: Fantasy Stories. DrachenStern Verlag, München 2018, ISBN 978-3-95669-094-5.
- Renoir – Das Leben ein Tanz. ArtEdition, München 2018, ISBN 978-3-937357-98-0.
- Monet – Einladung nach Giverny. ArtEdition, München 2020, ISBN 978-3-95669-147-8.

Anthologien
- Kennwort Literaturgeschichtliches Arbeitsbuch für die Sekundarstufe II . Schroedel Verlag, Hannover 2003, ISBN 978-3-507-41970-4.
- Die Axt im Haus. Kriminalgeschichten. Bookspot Verlag, München 2003, ISBN 3-9808109-9-2.
- Kalte Stufen – Lyrik der Gegenwart. Bookspot Verlag, München 2003, ISBN 3-9808109-8-4.
- Der goldene Zahn – Kurzgeschichten. Bookspot Verlag, München 2005, ISBN 978-3-937357-12-6.
- Mord zur besten Zeit – Kriminalgeschichten. Bookspot Verlag, München 2004, ISBN 978-3-937357-05-8.
- OWL kriminell – Mordlandschaften. KBV Verlag, Hillesheim 2009, ISBN 978-3-940077-55-4.
- Niemand entflieht der Geschichte. Essays. BC Publications, Planegg 2018, ISBN 978-3-941717-28-2.
- Winter is coming. International Poetry. Verlag Expeditionen, Hamburg 2020, ISBN 978-3-947911-27-1.
- Der letzte Schluck Corona: Mörderische Bier-Geschichten mit Geschmack. Bookspot Verlag, Planegg 2020, ISBN 978-3-95669-156-0.
- Spring's blue ribbon. International Poetry. Verlag Expeditionen, Hamburg 2021, ISBN 978-3-947911-57-8.
- In Worten. (PEN) Anthologie. Verlag Expeditionen, Hamburg 2025, ISBN 978-3-911320-12-2.